# 大山茂 (空手家)
大山 茂（おおやま しげる、1936年7月7日 - 2016年2月15日）は、日本の空手家。東京府出身。国際大山空手道連盟の総主・顧問。段位は十段。元極真会館世界最高師範。
日本大学豊山高等学校卒・日本大学理工学部建築学科中退。

## 来歴
極真会館の前身である大山道場へ入門。大山倍達以下、師範代である石橋雅史・安田英治・黒崎健時らの指導を受ける。1960年5月5日に黒帯（初段）を允許。後輩である弟の大山泰彦・千葉真一・郷田勇三・藤巻潤・中村忠・加藤重夫・藤平昭雄・芦原英幸・盧山初雄・山崎照朝・添野義二らを指導しながら、共に稽古に励んだ。
1966年に百人組手を完遂。しかし2日間（3日間という説もあり）かけて行なったため、公式記録から削除されている。これに関して茂は「いろいろな事情があるんだけど、結論だけ言おう。私は1966年5月に1日で行なった。時間にして3,4時間ぐらいかな。38人～40人対戦相手がいて、3回全部廻った」と語っている。主な対戦相手として藤平昭雄、芦原英幸、ルック・ホランダー、ジャン・ジャービス、松島良一、佐藤龍夫（佐藤勝昭の兄）らがいた。
その後、茂のニューヨーク行きの話が出た時、大山倍達は当初猛烈な反対をした。茂に対して名前を変えろと言うほど反対していた大山倍達を、先にニューヨークへ着任していた中村忠が懸命に説得して決まるなど紆余曲折があったものの、茂は四段を允許されて1967年6月15日にインストラクターとして渡米した。ホワイト・プレインズ (ニューヨーク州)・コネチカット州の指導を皮切りに、アメリカ各地・南米・ヨーロッパ・ニュージーランド・ジャマイカでも極真空手の普及に勤しむ。また、会館主催の“オープントーナメント全日本空手道選手権大会及びオープントーナメント全世界空手道選手権大会”で主審を務め、決勝戦も裁いた。これら大会では、“真剣白羽取りや氷柱割り”の演武を行なっている。劇画『空手バカ一代』でも重要人物の一人として登場した。なお、茂自身の主な門下生にはウィリー・ウィリアムス、フランク・クラークらがいる。
大山倍達が「第1回オープントーナメント全世界空手道選手権大会では、日本選手が必ず優勝する」と宣言したため、1973年に第1次アメリカ強化合宿として郷田勇三・添野義二・西田幸夫・佐藤勝昭・岸信行・佐藤俊和・二宮城光が、ニューヨークとバーミングハムに2か月間の遠征に来た。ニューヨークでは茂と中村忠が、バーミングハムでは大山泰彦が彼らを指導した。1974年には第2次強化合宿が行われ、このメンバーの中で二宮と岸は帰国せず、それぞれ茂と中村忠のもとに留まり、修行を続けた。1975年には最終強化合宿が行われ、佐藤勝昭・佐藤俊和の他に新たに大石代悟・東孝が加わり、茂は彼らを鍛えた。同年に開催された全世界選手権では主審、演武など運営に尽力した。翌年、茂は極真会館を脱会した北米委員長・中村忠に変わり最高師範と北米地区連盟責任者に任命された。
1979年の2月から3か月間、中村誠・三瓶啓二を前回の全世界選手権と同じ理由で預かり、育成した。同時期にイギリスのハワード・コリンズも、茂の道場へ出稽古に来ていた。第2回全世界選手権後、極真会館から禁足処分を受ける。
理由は大山倍達の許可なく、弟子のウィリー・ウィリアムスをプロレスのリング上でアントニオ猪木と対戦させたからである。1983年（昭和58年）に弟子のウィリー共々禁足、破門を解かれ、極真会館に復帰する。
1984年に第3回全世界選手権、第16回全日本選手権の各決勝戦を主審として裁き、前後して300～500坪の北米地区本部道場をマンハッタンのダウンタウンに開設した。しかし、同年に極真会館から離脱。泰彦や三浦美幸と共にUSA大山空手を設立し、後に名称を国際大山空手道連盟とした。茂は総主に就任後、連盟顧問を務めた。
晩年は心臓を患うなど体調を崩した。アメリカ・ニューヨークの自宅で療養していたが、日本時間の2016年2月15日午前3時頃死去。79歳没。山崎照朝は「残念でならない。悲しい訃報」と自身のコラムで哀悼の意を表している。

## 人物
山崎照朝
| 「 | 蹴りで相手が倒れていく際、頭を打たないように手で支える優しさが、茂師範にはあった。それぐらい蹴りにも引きがあったし、余裕を持って組手をやっていた。私は極真入門時から指導を受け、思い出は深い。大山倍達館長の関係で在日韓国人の門下生が多かったが、稽古でも日本人を差別しない人格者で、朝鮮学校や自宅にも招いてくれた。茂師範の弟子であるウィリー・ウィリアムスがアントニオ猪木と対戦実現までのいきさつも試合後に聞かせていただいた。酒が好きで稽古の帰りに立ち飲み屋で梅酒を入れた焼酎を一気に飲む姿が忘れられない。 | 」 |

三浦美幸
「極真門下で尊敬している人は？」の問いに三浦美幸は、
| 「 | 大学時代はクラブのキャプテンだった添野義二先輩と、本部道場で教えてもらっていた山崎照朝先輩ですね。あの時、山崎先輩はヒーローでしたから。アメリカに行ってからは大山茂最高師範ですね。 | 」 |

と答えている。

## 組手スタイル
石橋雅史
| 「 | 茂くんもセンスよかったね。最初の頃はそれほど切れ味がいいとは思わなかったけど、的確に受けて捌いて入ってくるようになった。 | 」 |

加藤重夫
| 「 | 茂先輩は冷静な人で、こちらが体を小刻みに振っているのにカウンターで正拳をガツンガツン打ち込んできた。 | 」 |

盧山初雄
| 「 | 直線的な組手をする人でしたが、懐が深かった。組手は力強く、我々が懐に入っていこうとするとピシャリと顔面に掌底を合わせられましたね。ダイナミックなカラテとでもいうのでしょうか。 | 」 |

添野義二
| 「 | パンチは凄く重く、体の心まで響くような感じだった。金的蹴りも得意で昇段審査の際、アメリカに行く前の茂師範と組手をしたけど、猫足の構えから、前足で2回ばかり金的を蹴られ、死ぬ思いをした。 | 」 |

## 逸話
大山倍達と同姓であるが血縁はなく、倍達は茂の父親の書生をしていた時期があった。茂の実家には曺寧柱も出入りしている。茂は3人兄弟の次男で、元々は博という長男が大山の弟子であった。その後、博は力道山の弟子になりプロレスを経験後、ハワイに在住している。また、茂は倍達と直接、組手をした弟子の一人である。倍達が弟子と組手する際には、自分は攻撃せず受ける組手が多かったが、中村忠は「僕は高一でまだ始めて間もない頃、大山館長（大山倍達）は受けの組手で手加減してくれていました。だけど、もっと上手な先輩とやる時は正拳も使っていましたよ。安田先輩（安田英治）や茂さん、泰彦さん（大山泰彦）なんかと、（大山館長が）組手をする時は激しくやってましたね」と証言している。
1983年の春、レーガン大統領の子息ロンが入門したことがある。入門前にはアメリカ政府のシークレットサービスが事前に茂を調査し、自分たちの身分を明かし、道場の見学にも来たという。稽古の激しさにシークレットサービスはやや不安の色を見せたというが、ロン自身が「どうしてもここに入門したい」と願い、最終的にはその思いが優先された。茂は「ニューヨークに大勢いる師範の中から私を選んでくれて光栄である。しかし特別扱いは一切しない」と申し渡し、ロンも了解して稽古に臨んだ。24時間シークレットサービスが付き添っているとはいえ、ロンは「自分の身を守るのは結局自分なのだ」という前提にたって、至って真剣に稽古していたという。
松井章圭は第4回オープントーナメント全世界空手道選手権大会開催の3か月前に、茂の元へ出稽古へ行った。松井はいろいろ指導を受けた中でサンドバッグの打ち込みが一番辛かったという。少しでもパワーダウンすると容赦なく茂から竹刀を浴び、初めて追い込まれる苦しみを経験し、1週間で松井の体重は8キログラム落ちた。茂は松井を次の出稽古先である泰彦がいるアラバマへ送り出した際に「右腕を折られたら左腕で倒せ。両腕を折られたら足で倒せ。両手両足が利かなくなったら、噛み付いてでも倒せ。それで殺されたら化けて出ろ。男として生まれたからには、倒れる時はただ一度、死ぬ時だけというだという精神で行け」と、茂自身がアメリカへ派遣された時に大山から言われた警句を、松井へ贈った。
1991年6月4日に“USA大山空手vs正道空手5対5マッチ”が開催されたが、プロデュースした石井和義は「大山茂最高師範、大山泰彦師範は私に（運営を）全部任せてくれた。イベントも無事に終わり、お礼と収支報告で詳細を説明しようとしたら、茂師範は書類も見ないで『ありがとう！ それでいい！』と一言だけだった。私は苦労話も含め、色々と説明したかったが、嬉しくもその私を制して『書類は見なくていいの、おれたちは館長（石井和義）を信頼してるし、館長に任せたんだから！』と大きな手で私の小さな手を握りながら『ありがとう。選手たちも俺たちも、完全燃焼できたよ！』と笑いながら、大きな声で礼を言われた。私はその言葉に『なんて男らしい人なんだろう』と思いながら、一言『押忍（おす）！』と感謝の気持ちを伝えた。この出会いと交流は私にとって大きな財産となった。」と述懐している。
尾崎豊も門下生だったことがある。

## 著書・参考文献
- 『USカラテアドベンチャー』　講談社、1984年、ISBN 4-06-201302-9
- 『パーフェクト空手』　朝日出版社、1986年　※監修
- 『ザ・ストロングマン』　福昌堂、1990年、ISBN 4-89224-902-5